# Поризм Штейнера
Поризм Штейнера:

См. также анимированный вариант)

Рассмотрим цепочку окружностей {\displaystyle S_{1},S_{2},\ldots ,S_{n}}, каждая из которых касается двух соседних ({\displaystyle S_{n}} касается {\displaystyle S_{n+1}} и {\displaystyle S_{n-1}}) и двух данных непересекающихся окружностей {\displaystyle R_{1}} и {\displaystyle R_{2}}.
Тогда для любой окружности {\displaystyle T_{1}}, касающейся {\displaystyle R_{1}} и {\displaystyle R_{2}} (одинаковым образом, если {\displaystyle R_{1}} и {\displaystyle R_{2}} не лежат одна в другой, внешним и внутренним образом — в противном случае), существует аналогичная цепочка из {\displaystyle n} касающихся окружностей {\displaystyle T_{1},T_{2},\ldots ,T_{n}}.
Доказывается применением инверсии, которая переводит пару окружностей {\displaystyle R_{1}} и {\displaystyle R_{2}} в концентрические.